# Station Ceper
Ceper is een spoorwegstation in Klaten in de Indonesische provincie Midden-Java.

## Bestemmingen
- Senja Bengawan: naar Station Solo Jebres en Station Tanahabang
- Gaya Baru Malam Selatan: naar Station Surabaya Gubeng en Station Jakarta Kota
- Kahuripan: naar Station Kediri en Station Padalarang
- Pasundan: naar Station Surabaya Gubeng en Station Bandung Kiaracondong
- Logawa: naar Station Purwokerto, Station Cilacap, en Station Jember
- Sri Tanjung: naar Station Lempuyangan en Station Banyuwangi Baru
- Prambanan Ekspres: naar Station Kutoarjo en Station Sragen